# Guldhedens norra vattentorn

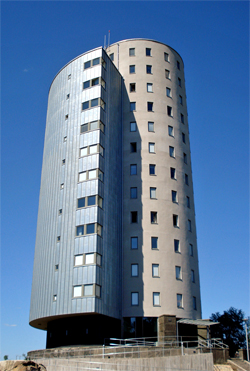
Guldhedens norra vattentorn i juni 2009.

Guldhedens norra vattentorn är ett tidigare vattentorn på "Hökeberget" vid Doktor Belfrages gata i kvarteret 22 Strandastern i stadsdelen Guldheden i Göteborg, som sedan 2008 är om- och tillbyggt till 74 stycken studentbostäder. Göteborgsarkitekten Knut Fredrikson designade ombyggnaden. Planeringen för studentbostäder i tornet påbörjades redan i slutet av 1980-talet.
Tornet består numera av tolv våningsplan, och dess tak ligger cirka 140 meter över havet - gamla tornet var 129 meter över stadens nollplan. På elfte våningsplanet finns en gemensam takterrass. I varje våningsplan finns det sju studentlägenheter, vilka ligger i en solfjädersform mot fasaden. Trapphus och hissar finns i byggnadens centrum.
Guldhedens norra vattentorn är det grå tornet, som ligger på en höjd ovanför Guldhedsgatan, i backen mellan Sahlgrenska sjukhuset och Wavrinskys Plats. Det ritades av arkitekt Ragnar Ossian Swensson (1882-1959) och stod klart 1936 för att betjäna norra Guldheden. Tornet rymde 300 kubikmeter vatten och hade en högvattennivå på 109,8 meter över stadens nollplan. I samband med byggandet gjordes en prestation i och med att hela gjutningen av ytterskalet gjordes på åtta dagar. Ett särskilt karaktärsdrag var de 24 fönstren i tornets översta del. Tornet hade släta putsfasader, tak av koppar och var uppfört på en sockelvåning och rund terrass av granit. Vattentornet togs ur bruk i slutet av 1960-talet. Därefter har byggnaden utnyttjats av Göteborgs stads Kommunikationsradio och Rikspolisstyrelsen för radiotrafik.
Sedan det norra vattentornet togs ur drift i slutet av 1960-talet betjänas stadsdelen av det södra vattentornet uppfört 1953, vilket sedan länge kallas Guldhedens vattentorn. Ett ännu tidigare vattentorn – Vattentornet i Landala Egnahem – fanns mellan 1914 och 1955 i Landala egnahemsbebyggelsen.